# Église de l'Ascension de Kožetin
Pour les articles homonymes, voir Église de l'Ascension.
L'église de l'Ascension de Kožetin (en serbe cyrillique : Црква Вазнесења Господњег у Кожетину ; en serbe latin : Crkva Vaznesenja Gospodnjeg u Kožetinu) est une église orthodoxe serbe qui se trouve à Kožetin, dans la municipalité d'Aleksandrovac et dans le district de Rasina, en Serbie. Elle est inscrite sur la liste des monuments culturels protégés de la république de Serbie (identifiant no SK 1958),,.

## Présentation

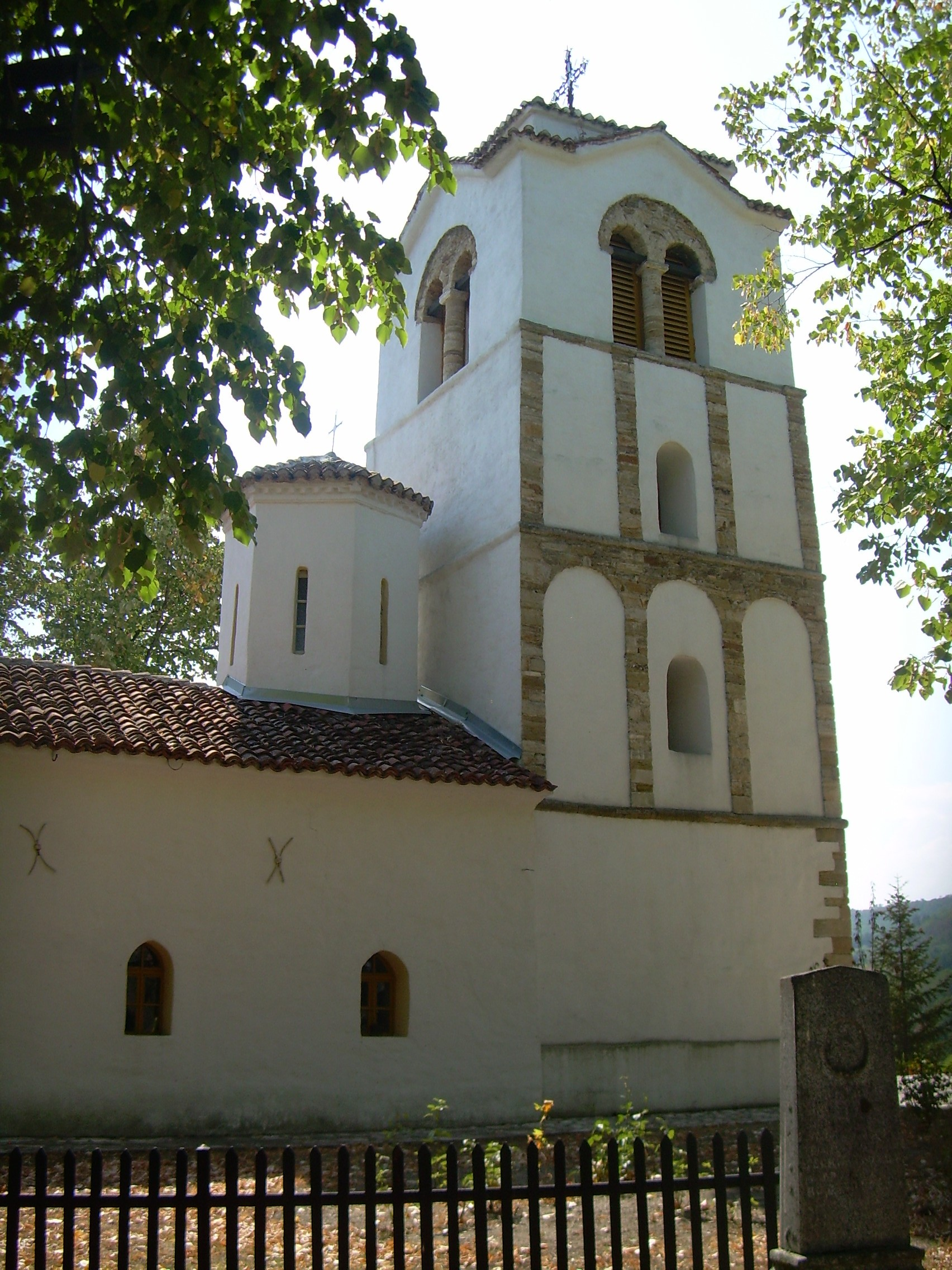
Autre vue de l'église, avec le petit dôme occidental.

L'église est située sur une petite hauteur au nord-ouest du centre d'Aleksandrovac ; elle a été construite en 1804 à l'emplacement d'un lieu de culte plus ancien brûlé en 1797. En 1806, au moment du Premier soulèvement serbe contre les Ottomans, Karađorđe (Karageorges) a fait creuser une tranchée défensive et ériger des fortifications à proximité immédiate de l'église,.
De plan rectangulaire et de base allongée, l'édifice est constitué d'une nef unique prolongée par une abside demi-circulaire aussi large que la nef à l'est et précédée par un narthex avec des galeries à l'ouest ; des dômes s'élèvent au-dessus des bas-côtés est et ouest. Le grand dôme repose sur un tambour octogonal à l'extérieur et circulaire à l'intérieur mais, dépourvu de piédestal, il semble émerger directement du toit ; le dôme occidental, plus petit, repose sur un tambour hexagonal à l'extérieur et circulaire à l'intérieur. La nef est dotée d'une voûte en demi-berceau et le toit est recouvert de tuiles. Une partie de la nef et la zone de l'autel sont relativement enterrés, disposition caractéristique de la période ottomane de l'histoire de la Serbie. 
Le narthex est dominé par un clocher massif à quatre étages construit en 1851.
L'iconostase a été peinte en 1850 par Živko Pavlović, même si l'historien de l'art R. Stanić suggère qu'elle serait en fait l'œuvre d'un artiste anonyme de la première moitié du XVIIe siècle. L'intérieur est orné de fresques auxquelles Pavlović aurait également mis la main.